# Toyota Succeed
Le Succeed est un break commercialisé par le constructeur japonais Toyota et destiné au marché japonais.

## Histoire et gamme
Ce break, à usage essentiellement utilitaire, est sorti en 2002, en même temps que le Probox dont il est le jumeau.
Il se décline comme lui en versions Van à 2 places ou Wagon à 5 places, mais se dispense du petit 1,3 litre disponible sur le Probox.
Le Succeed est plus long de 10 cm que le Probox et se veut légèrement plus raffiné, avec sa calandre peinte et ses poignées de portes couleur carrosserie. La fourchette de prix évolue d'ailleurs entre 1 491 000 et 1 775 000 ¥ contre 1 265 000 à 1 667 000 ¥ pour le Probox (tarifs à juin 2011).
Le Succeed est fabriqué avec le Probox chez Daihatsu, marque détenue à 51,19 % par Toyota.

## Sa carrière
Comme le Probox, le Succeed est essentiellement diffusé en versions utilitaires. Il se vend toutefois un peu mieux que le Probox dans ses versions particulières, avec près de 3 400 ventes au Japon en 2010, contre à peine plus de 2 000 ventes Probox. Pour autant, le Succeed Wagon ne figure même pas dans les 100 premières places du marché japonais.